# Euloboptera nimbensis
Euloboptera nimbensis är en kackerlacksart som beskrevs av Karlis Princis 1963. Euloboptera nimbensis ingår i släktet Euloboptera och familjen småkackerlackor.
Artens utbredningsområde är Guinea. Inga underarter finns listade i Catalogue of Life.